# Black Leather Jesus
Black Leather Jesus ist ein 1989 gegründetes Harsh-Noise-Wall-Projekt.

## Geschichte
Der damals in Houston lebende Richard Ramirez initiierte Black Leather Jesus im Jahr 1989 und debütierte im darauf folgenden Jahr mit der MC Liar by Wound. Den Namen des Projektes entlehnte er der Entführung von Colleen Stan. Der Entführer und Vergewaltiger Cameron Hooker habe Stan unter anderem gesagt, dass er ihr Jesus sei. Ramirez sah in dem Fall und dem Namen hinzukommend eine Parabel auf Religion, die er als eine sadomasochistische Bindung betrachtete.
Über die Jahre des Aktivitätszeitraums wechselten die Mitmusiker in Black Leather Jesus mehrmals. Bis zum Jahr 2023 waren mehr als zwanzig Personen Teil des Projektes. Mit einigen hatte sich Ramirez im Nachhinein überworfen. Mit wechselnden Musikern bestritt Black Leather Jesus international Auftritte und veröffentlichte mehrere hundert Alben, Singles und Splits. Zur Konstante in der Besetzung wurde Ramirez Ehemann Sean E. Ramirez-Matzus. Das Paar lebt in Pennsylvania.
Anfangs erschienen die Alben von Black Leather Jesus über Ramirez eigenes Independent-Label Deadline Recordings. Zum Teil erschienen spätere Veröffentlichungen über renommierte Industrial- und Noise-Label wie RRRecords, Stupidity Records, Old Europa Café, Steinklang Industries, Slaughter Productions, Urashima, Deathbed Tapes oder Signora Ward Records.
Die internationalen Auftritte von Black Leather Jesus werden häufig von bis zu zehn Personen absolviert und von einer homosexuellen BDSM-Show begleitet. „Traditionelle Black Leather Jesus-Auftritte – die oft aus einer mehr als 10-köpfigen Gruppe bestehen – bieten dem Publikum eine physische und visuelle (und natürlich klangliche) Überlastung.“
In einer retrospektiven Bilanz führte Scott E. Candey von Gunsplatter Black Leather Jesus als eine der bedeutendsten Interpreten des amerikanischen Noise der 1990er Jahre.
Clive Henry schrieb Black Leather Jesus derweil eine wesentliche Rolle für das Ausloten der Möglichkeiten des Harsh Noise Wall zu.

## Stil
Black Leather Jesus war zu Beginn an Varianten des Post-Industrial orientiert. Interpreten wie Nurse with Wound, Current 93, Nocturnal Emissions und Lustmord dienten Ramirez als erster Einfluss. Mit der Entdeckung der Musik von unter anderem Maurizio Bianchi, The Haters, Merzbow, Boyd Rice oder Hijokaidan änderte er allerdings die Ausrichtung hin zum extremen Noise.
Black Leather Jesus haben so eine eigenständige Herangehensweise an Noise etabliert, die zwischen den Klangflächen des Harsh Noise Wall und der synkopisch treibenden Rhythmik des Power Electronics liegt. Black Leather Jesus nutzt dazu Kontaktmikrofone und Perkussion auf Schrott um einen Klang zwischen statischer Arrhythmie und zerstörerischem Rhythmus zu erzeugen.

## Diskografie (Auswahl)
- 1990: Liar By Wound (Deadline Recordings)
- 1991: Fear (Deadline Recordings)
- 1992: Gods of Ceremony (Deadline Recordings)
- 1992: Resurrection (Deadline Recordings)
- 1993: Bondage Mechanism (Stinky Horse Fuck)
- 1993: Recycled (RRRecords)
- 1993: Jesus is Stoned (Deadline Recordings)
- 1993: Raiser (Deadline Recordings)
- 1993: Sex in the Name of God (Deadline Recordings)
- 1993: Bacteria Culture (Lazy Squid)
- 1993: False Machinery Loaded (Deadline Recordings, Dumb Art Records)
- 1993: A.N.T.I. (Deadline Recordings)
- 1993: Sub Judas Erotika  (Deadline Recordings)
- 1994: Bondage (Deadline Recordings)
- 1994: Viva El PCP (Deadline Recordings)
- 1994: Juliet of the Spirit (Deadline Recordings)
- 1994: Bride of the Lamb (Deadline Recordings)
- 1994: Stock Jailer (Deadline Recordings)
- 1994: The Lord won’t mind (Deadline Recordings)
- 1995: Anti-LaVey (Deadline Recordings)
- 1995: Smut (Deadline Recordings)
- 1995: Ho / Mo / Sexual (Protest Products)
- 1995: SM (Chocolate Monk)
- 1995: Foxhole (Deadline Recordings)
- 1995: Bible of Burnt Skin (E.F. Tapes)
- 1996: Butcher (Betley Welcomes Careful Drivers)
- 1996: Birth / Death (Deadline Recordings)
- 1996: Gauze (Deadline Recordings)
- 1996: Blindness (Deadline Recordings)
- 1996: Hell (Deadline Recordings)
- 1996: Aural Aversion Therapy (Deadline Recordings)
- 1997: Athlete (Lazy Sauid)
- 1998: Event (Deadline Recordings)
- 1998: Black Leather Jesus (T.E.F.)
- 2002: Bless:258221 (Denshi Zatsuon)
- 2002: Trocar Volume 2 (Deadline Recordings)
- 2003: ‘14’ (Chondritic Sound)
- 2004: First You Destroy Their Faith (Spatter)
- 2005: United of Persuasion (Freak Animal Records)
- 2005: Pussy Boy (Deadline Recordings)
- 2006: Voyeur Activity (Pitchphase)
- 2007: Exploding Boys (Deadline Recordings)
- 2007: Psycho Sexual Mating (Skeleton Dust Recordings)
- 2008: Skuff (Turgid Animal)
- 2009: Hits (Deadline Recordings)
- 2009: Yes, Sir (Filth Play) (Mask of the Slave)
- 2010: Smacked Red (Steinklang Industries)
- 2011: The Defining Love (Top/Bottom Exchange) (Shamanic Trance)
- 2012: Handkerchief Code (Deadline Recordings)
- 2013: Drummer (Deadline Recordings)
- 2013: Cum All (Axis Mundi)
- 2013: Slow Heat in a Texas Town (4 EYES)
- 2014: A Prized Assfuck (Meaning Corrupted)
- 2014: The Black Album (Deadline Recordings)
- 2014: RaiserWorks (Deadline Recordings)
- 2014: Black Leather Jesus (1993) (Deadline Recordings)
- 2015: Surveillance: Parasite (Room 2A)
- 2015: Surveillance 2: Tounge Plows Hole (Room 2A)
- 2015: Bad Conduct (Banned Production)
- 2016: Every Male Alphabetically by Sin (L. White Records)
- 2017: 24/7 (Red Angel Recordings)
- 2017: Work Song (Room 2A)
- 2017: Bodies Memories (Porn Noise Records)
- 2017: Throatfuck (Dead Audio Tapes)
- 2018: A Dead Silence (Deadline Recordings)
- 2018: 13/13 (Room 2A)
- 2019: Crossburnt (Room 2A)
- 2019: 30 Years of Sado-Obsessions (Room 2A)
- 2019: Hideous Kink / The 15 Association (Total Black)
- 2019: When Sex Was Dirty (Industrial Coast)
- 2020: Torturous Chapter (Old Europa Café)
- 2020: Werewolf Jerusalem (Deadline Recordings)
- 2020: Scenes From the Adult Arcade (Gracious Host)
- 2020: Motel Sexteen (Petite Soles)
- 2020: Raw (Room 2A)
- 2020: RaiserWorks (Deadline Recordings, Room 2A)
- 2020: U.S.S.A. Diseased Orgasmic East 2020 (Fantasy 1)
- 2021: The Paralyzed Collector (Room 2A)
- 2021: Video Boy Hustler (Room 2A)
- 2021: Hellbound (Deathbed Tapes)
- 2021: Back Door (Pink Piss Tapes)
- 2021: Tell it to the Marines (Room 2A)
- 2021: Naked Came the Stranger (Petite Soles)
- 2021: Mary/Vicky (Room 2A)
- 2021: Fire Below a Spread Seed (Room 2A)
- 2022: Hot Hairy Pisshole (Petite Soles)
- 2022: Eldorado (Room 2A)
- 2022: Série Torso 1 (Room 2A)
- 2022: Super 9½ (Rural Isolation Project)
- 2022: Série Torso 2 (Room 2A)
- 2022: Studstore (Room 2A, Deadline Recordings)
- 2023: This is the Way I Treat You (Spacelessjam)